# Cek

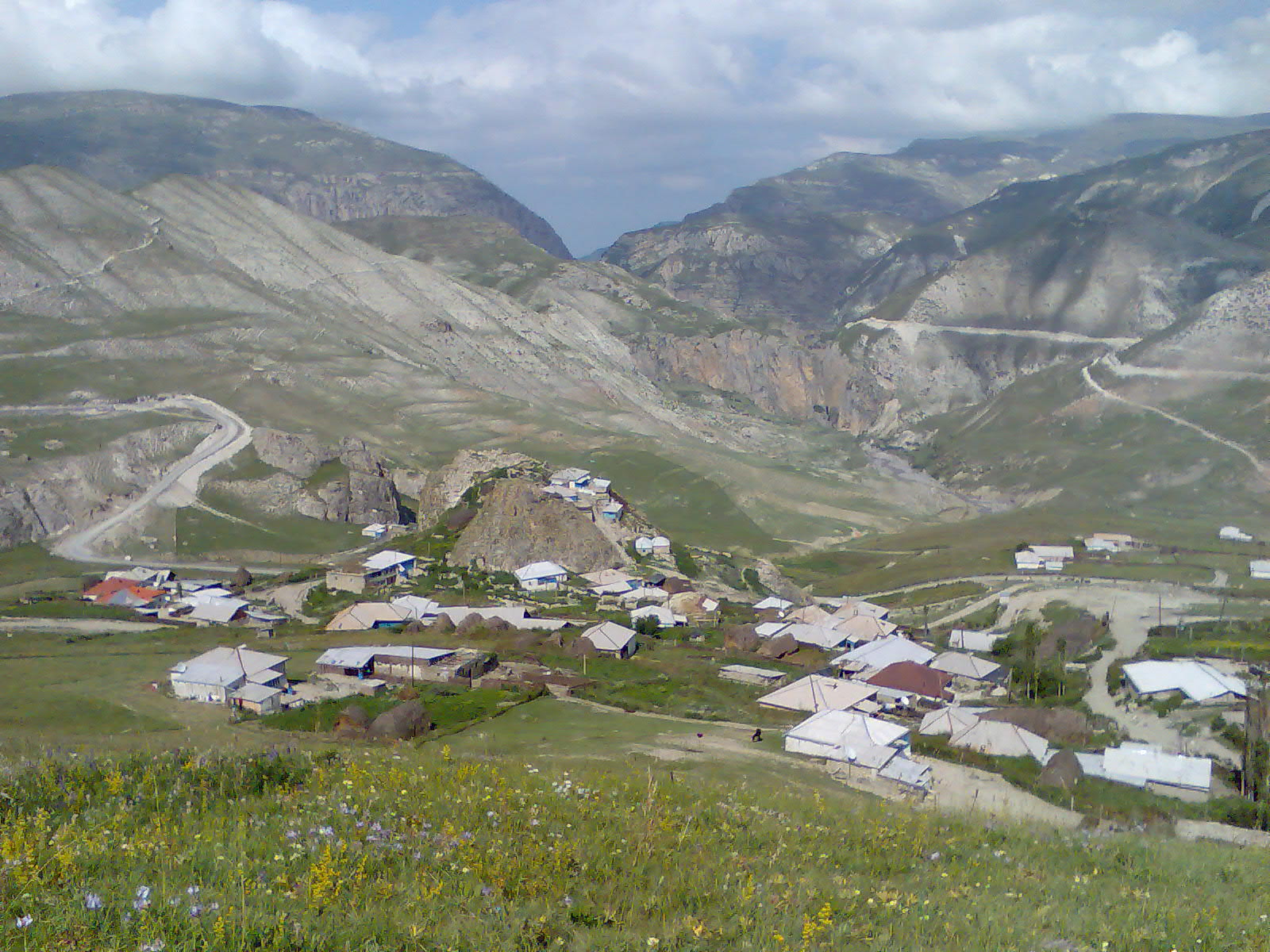
Cek

Cek (também conhecido como Jek e Dzhek) é uma vila no rayon Quba, no Azerbaijão. A vila é parte do município de Əlik.